# 대서양림청서
대서양림청서 또는 잉그램청서(학명 : Sciurus ingrami)는 다람쥐과 청서속에 속하는 남아메리카 설치류의 일종이다. 브라질의 대서양림 생물 군계에서 발견된다. 브라질청서의 아종 또는 별도의 종으로 간주되기도 한다. 독거성, 새력권 행동 습성을 가진 동물이지만 육식성 고양이나 얼룩살쾡이 등 포식자에는 함께 모여 대항하는 모습이 발견된다.